# アトランティック・コースト・カンファレンス
アトランティック・コースト・カンファレンス（Atlantic Coast Conference, ACC）は、1953年に創設されたアメリカ合衆国のカレッジスポーツのカンファレンスのひとつ。大西洋岸の16校・カリフォルニア大学バークレー校・スタンフォード大学の18校で構成されている。NCAAのDivision I （アメリカンフットボールはDivision I-A）、のメンバーで、フットボールやバスケットボールなど28種目の競技を行っている。

## 加盟校

### 現在の加盟校 (2024.7月-)
| 学校名                                                               | チーム名                                    | チームカラー | チームカラー | 所在地                                    | 創立年 | 加盟年 | 学校 種別             | 学生数   | 競技数 | NCAA チャンピオン* |
| -------------------------------------------------------------------- | ------------------------------------------- | ------------ | ------------ | ----------------------------------------- | ------ | ------ | --------------------- | -------- | ------ | ------------------ |
| ボストン・カレッジ                                                   | イーグルス (Eagles)                         |              |              | マサチューセッツ州 チェストナットヒル     | 1863年 | 2005年 | 私立                  | 14,250名 | 25     | 5回                |
| クレムゾン大学                                                       | タイガース (Tigers)                         |              |              | サウスカロライナ州 クレムソン             | 1889年 | 1953年 | 公立                  | 23,406名 | 18     | 3回                |
| デューク大学                                                         | ブルーデビルズ (Blue Devils)                |              |              | ノースカロライナ州 ダーラム               | 1838年 | 1953年 | 私立                  | 14,832名 | 27     | 16回               |
| フロリダ州立大学                                                     | セミノールズ (Seminoles)                    |              |              | フロリダ州 タラハシー                     | 1851年 | 1991年 | 公立                  | 41,900名 | 19     | 7回                |
| ジョージア工科大学 （ジョージア・テック）                            | イエロージャケッツ (Yellow Jackets)         |              |              | ジョージア州 アトランタ                   | 1885年 | 1979年 | 公立                  | 26,839名 | 17     | 1回                |
| ルイビル大学                                                         | カーディナルス (Cardinals)                  |              |              | ケンタッキー州 ルイビル                   | 1798年 | 2014年 | 公立                  | 22,640名 | 23     | 2回                |
| マイアミ大学                                                         | ハリケーンズ (Hurricanes)                   |              |              | フロリダ州 コーラルゲーブルス             | 1925年 | 2004年 | 私立                  | 16,801名 | 17.5   | 5回                |
| ノースカロライナ大学                                                 | ターヒールズ (Tar Heels)                    |              |              | ノースカロライナ州 チャペルヒル           | 1789年 | 1953年 | 公立                  | 29,469名 | 27     | 43回               |
| ノースカロライナ州立大学                                             | ウルフパック (Wolfpack)                     |              |              | ノースカロライナ州 ローリー               | 1887年 | 1953年 | 公立                  | 34,015名 | 21     | 2回                |
| バージニア大学                                                       | キャバリアーズ (Cavaliers)                  |              |              | バージニア州 シャーロッツビル             | 1819年 | 1953年 | 公立                  | 22,391名 | 25     | 25回               |
| バージニア工科大学 （バージニア・テック）                            | ホーキーズ (Hokies)                         |              |              | バージニア州 ブラックスバーグ             | 1872年 | 2004年 | 公立                  | 31,090名 | 22     | 0回                |
| ウェイクフォレスト大学                                               | デーモンディーコンズ (Demon Deacons)        |              |              | ノースカロライナ州 ウィンストン・セーラム | 1834年 | 1953年 | 私立                  | 7,669名  | 18     | 9回                |
| ノートルダム大学                                                     | ファイティングアイリッシュ (Fighting Irish) |              |              | インディアナ州 ノートルダム               | 1842年 | 2013年 | 私立                  | 12,292名 | 244    | 19回               |
| シラキュース大学                                                     | オレンジ (Orange)                           |              |              | ニューヨーク州 シラキュース               | 1870年 | 2013年 | 私立                  | 21,970名 | 17     | 15回               |
| ピッツバーグ大学                                                     | パンサーズ (Panthers)                       |              |              | ペンシルベニア州 ピッツバーグ             | 1787年 | 2013年 | 州補助(State-Related) | 34,580名 | 18     | 0回                |
| 南メソジスト大学                                                     | マスタングス(Mustangs)                      |              |              | テキサス州 ダラス                         | 1911年 | 2024年 | 私立                  | 11,842   | 17     | 14回               |
| カリフォルニア大学バークレー校                                       | ゴールデンベアーズ(Golden Bears)            |              |              | カリフォルニア州 バークレー               | 1868年 | 2024年 | 公立                  | 45,699   | 30     | 627回              |
| スタンフォード大学                                                   | カーディナル(Cardinal)                      |              |              | カリフォルニア州 スタンフォード           | 1891年 | 2024年 | 私立                  | 17,326   | 36     | 136回              |
| * フットボールを除く（NCAAはDivision I-Aのスポンサーではないため）。 |                                             |              |              |                                           |        |        |                       |          |        |                    |

フットボールについては、2005年からディビジョン制が採用されていたが、2024年からのカリフォルニア大・スタンフォード大の参加によってディビジョン制が廃止。上位2校がACCチャンピオンシップ・ゲームで対戦し、ACCのチャンピオンが決定される。下の表中で隣り合うチームはパーマネント・ライバルとして、毎年必ず試合を行うことになっている（伝統的なライバルとは関係ない。）
| 大学                 | チーム1          | チーム2              | チーム3            |
| -------------------- | ---------------- | -------------------- | ------------------ |
| ボストンカレッジ     | ピッツバーグ     | シラキュース         |                    |
| カリフォルニア       | 南メソジスト     | スタンフォード       |                    |
| クレムゾン           | フロリダ州立     |                      |                    |
| デューク             | ノースカロライナ | ノースカロライナ州立 | ウェイクフォレスト |
| フロリダ州立         | クレムゾン       | マイアミ             |                    |
| ジョージア工科       | なし             | なし                 | なし               |
| ルイビル             | なし             | なし                 | なし               |
| マイアミ大学         | フロリダ州立     | バージニア工科       |                    |
| ノースカロライナ     | デューク         | ノースカロライナ州立 | バージニア         |
| ノースカロライナ州立 | デューク         | ノースカロライナ     | ウェイクフォレスト |
| ピッツバーグ         | ボストンカレッジ | シラキュース         |                    |
| 南メソジスト         | カリフォルニア   | スタンフォード       |                    |
| スタンフォード       | カリフォルニア   | 南メソジスト         |                    |
| シラキュース         | ピッツバーグ     | ボストンカレッジ     |                    |
| バージニア           | ノースカロライナ | バージニア工科       |                    |
| バージニア工科       | マイアミ         | バージニア           |                    |
| ウェイクフォレスト   | デューク         | ノースカロライナ州立 |                    |

## 競技場
| 学校名               | フットボール・スタジアム                               | 収容人数             | バスケットボール・アリーナ                                        | 収容人数     |
| -------------------- | ------------------------------------------------------ | -------------------- | ----------------------------------------------------------------- | ------------ |
| ボストン・カレッジ   | アラムナイ・スタジアム                                 | 44,500               | シルビオ・O・コント・フォーラム                                   | 8,606        |
| クレムゾン           | メモリアル・スタジアム                                 | 82,500               | リトルジョン・コロシアム                                          | 9,000        |
| デューク             | ウォレス・ウェイド・スタジアム                         | 40,004               | キャメロン室内スタジアム                                          | 9,314        |
| フロリダ州立         | ドーク・キャンベル・スタジアム                         | 79,560               | ドナルド・L・タッカー・シビック・センター                         | 12,100       |
| ジョージア・テック   | ボビー・ドッド・スタジアム                             | 55,000               | ハンク・マックカミッシュコロシアム                                | 8,600        |
| ルイビル             | L&N・フェデラルクレジットユニオンスタジアム            | 60,800               | KFC ヤム・センター                                                | 22,090       |
| マイアミ             | ハードロック・スタジアム                               | 65,326               | ワツコ・センター                                                  | 7,972        |
| ノースカロライナ     | ケナン・メモリアル・スタジアム                         | 50,500               | ディーン・スミス・センター（男子） カーマイケル・アリーナ（女子） | 21,750 8,010 |
| ノースカロライナ州立 | カーター・フィンリー・スタジアム                       | 57,583               | PNCアリーナ（男子） レイノルズ・コロシアム（女子）                | 19,722 5,500 |
| ノートルダム         | 無所属により掲載なし                                   | 無所属により掲載なし | エドムンド・P・ジョイスセンター                                   | 9,149        |
| ピッツバーグ         | アクリシュア・フィールド                               | 65,500               | ピーターセン・イベント・センター                                  | 12,508       |
| シラキュース         | キャリアー・ドーム                                     | 49,262               | キャリア・ドーム                                                  | 35,446       |
| バージニア           | スコット・スタジアム                                   | 61,500               | ジョン・ポール・ジョーンズ・アリーナ                              | 14,593       |
| バージニア・テック   | レーン・スタジアム                                     | 65,632               | カッセル・コロシアム                                              | 10,052       |
| ウェイクフォレスト   | トゥルーイスト・フィールド・アット・ウェイクフォレスト | 31,500               | ローレンス・ジョエル戦没者記念コロシアム                          | 14,665       |
| 南メソジスト         | ジェラルド・J・フォード・スタジアム                    | 32,000               | ムーディー・コロシアム                                            | 7,000        |
| カリフォルニア       | カリフォルニア・メモリアル・スタジアム                 | 63,000               | ハース・パビリオン                                                | 11,858       |
| スタンフォード       | スタンフォード・スタジアム                             | 50,424               | メープルズ・パビリオン                                            | 7,233        |

## 競技
ACCが実施している競技は以下の18種目である。
男女
- バスケットボール
- クロスカントリー
- ゴルフ
- ラクロス
- サッカー
- 競泳及び飛込競技
- テニス
- 陸上競技(屋内・屋外含む)

男子
- 野球
- アメリカン・フットボール
- レスリング

女子
- 新体操
- ホッケー
- ボート競技
- ソフトボール
- バレーボール